# Topologia Vietorisa
Topologia Vietorisa – dla danej przestrzeni topologicznej {\displaystyle X,} topologia w rodzinie {\displaystyle \mathrm {CL} (X)} złożonej ze wszystkich niepustych podzbiorów domkniętych {\displaystyle X} (w hiperprzestrzeni przestrzeni {\displaystyle X}) zadana przez podbazę składającą się ze zbiorów postaci:
- {\displaystyle \{K\in \mathrm {CL} (X)\colon K\subseteq U\},}
- {\displaystyle \{K\in \mathrm {CL} (X)\colon K\cap U\neq \varnothing \},}

gdzie {\displaystyle U} jest dowolnym zbiorem otwartym w {\displaystyle X}. Baza tej topologii składa się ze zbiorów postaci
{\displaystyle [U_{0},U_{1},\dots ,U_{n}]=\{K\in \mathrm {CL} (X)\colon K\subset U_{0},K\cap U_{i}\neq \varnothing \;\;{\mbox{dla}}\;i=1,\dots ,n\},}
gdzie {\displaystyle U_{1},\dots ,U_{n}} są otwartymi podzbiorami {\displaystyle X.}
Nazwa topologii pochodzi od nazwiska austriackiego matematyka Leopolda Vietorisa.

## Kwestia przynależności zbioru pustego do hiperprzestrzeni
Wyżej przedstawioną konstrukcję można przeprowadzić w taki sam sposób w przypadku gdy {\displaystyle \mathrm {CL} (X)} oznacza rodzinę wszystkich zbiorów domkniętych w {\displaystyle X,} tj. deklarując, by zbiór pusty był również elementem {\displaystyle \mathrm {CL} (X)}. Wówczas jest on punktem izolowanym w {\displaystyle \mathrm {CL} (X)} z topologią Vietorisa ponieważ z otwartoci zbioru pustego wynika, że
{\displaystyle \{\varnothing \}=\{K\in \mathrm {CL} (X)\colon K\subseteq \varnothing \}.}
Symbolem {\displaystyle 2^{X}} (zob. kwestię oznaczeń) oznacza się podprzestrzeń przestrzeni {\displaystyle \mathrm {CL} (X)} złożoną z niepustych podzbiorów zwartych przestrzeni {\displaystyle X}, chociaż niektórzy autorzy symbol ten rezerwują do wyżej zdefiniowanej przestrzeni {\displaystyle \mathrm {CL} (X)}.

## Związek z metryką Hausdorffa
Jeśli {\displaystyle (X,d)} jest przestrzenią metryczną a {\displaystyle d_{H}} jest metryką Hausdorffa na {\displaystyle 2^{X}} związaną z metryką {\displaystyle d,} to topologia Vietorisa jest zgodna z metryką Hausdorffa.
Wynika stąd następujący wniosek:
Jeśli {\displaystyle X} jest metryzowalna, to topologia Vietorisa na {\displaystyle 2^{X}} też jest metryzowalna.

## Własności
- Jeśli {\displaystyle X} jest ośrodkowa, to {\displaystyle \mathrm {CL} (X)} też jest ośrodkowa. Istotnie, jeśli {\displaystyle D\subset X} jest przeliczalnym gęstym podzbiorem {\displaystyle X,} to {\displaystyle \{K\in \mathrm {CL} (X):K\subset D,K} jest skończony, jest przeliczalnym gęstym podzbiorem {\displaystyle \mathrm {CL} (X).}
- Jeśli {\displaystyle X} jest metryzowalna w sposób zupełny, to {\displaystyle 2^{X}} też jest metryzowalna w sposób zupełny.
- Jeśli {\displaystyle X} jest zwarta, to {\displaystyle \mathrm {CL} (X)=2^{X}} też jest zwarta.
- Jeśli {\displaystyle X} jest zerowymiarowa, to {\displaystyle 2^{X}} też jest zerowymiarowa.
- Jeśli {\displaystyle X} jest przestrzenią homeomorficzną ze zbiorem Cantora, to {\displaystyle 2^{X}} też jest homeomorficzna ze zbiorem Cantora.
- Przestrzeń {\displaystyle \mathrm {CL} ([0,1]\times \mathbb {R} )} zawiera homeomorficzną kopię przestrzeni {\displaystyle C[0,1].} Istotnie, dla każdych dwóch funkcji {\displaystyle f,g\in C[0,1]} mamy {\displaystyle d_{H}(G_{f},G_{g})=\|f-g\|_{\sup },} gdzie {\displaystyle G_{f}} i {\displaystyle G_{g}} to wykresy funkcji odpowiednio {\displaystyle f} i {\displaystyle g.}